# Крапивня (Речицкий район)
Крапивня (бел. Крапі́ўня) — деревня в Речицком районе Гомельской области Белоруссии. В составе Комсомольского сельсовета.
Около деревни расположено месторождение железняка.

## География
В 49 км на северо-запад от районного центра и железнодорожной станции Речица (на линии Гомель — Калинковичи), 99 км от Гомеля.

## Транспортная сеть
Транспортные связи по просёлочной, затем автомобильной дороге Светлогорск — Речица. Планировка состоит из короткой прямолинейной улицы, близкой к меридиональной ориентации, к центру которой с востока присоединяется переулок. Застройка неплотная, деревянная, усадебного типа.

## История
Обнаруженный археологами курганный могильник (25 насыпей, в 2 км на северо-восток от деревни) свидетельствует о заселении этих мест с давних времён. По письменным источникам известна с XIX века как селение в Горвальской волости Речицкого уезда Минской губернии. В 1850 году входила в поместье Горваль, владение генерал-майора Г. Ф. Менгдена. В 1879 году обозначена в Сведском церковном приходе. В 1885 году почтовая станция (10 коней) на тракте Якимова Слобода — Лоев.
В 1931 году организован колхоз. Во время Великой Отечественной войны в июне 1943 года оккупанты полностью сожгли деревню и убили 5 жителей. 5 жителей погибли на фронте. Согласно переписи 1959 года в составе совхоза «Комсомольский» (центр — деревня Комсомольск).

## Население
- 1850 год — 4 двора.
- 1897 год — 8 дворов 65 жителей (согласно переписи).
- 1908 год — 10 дворов, 191 житель.
- 1940 год — 17 дворов.
- 1959 год — 88 жителей (согласно переписи).
- 2004 год — 7 хозяйств, 8 жителей.